# Saint-André-de-Roquepertuis
Saint-André-de-Roquepertuis é uma comuna francesa na região administrativa de Occitânia, no departamento de Gard. Estende-se por uma área de 12,18 km². Em 2010 a comuna tinha 594 habitantes (densidade: 48,8 hab./km²).